# Myriopholis tanae
Myriopholis tanae — вид змій родини струнких сліпунів (Leptotyphlopidae). Мешкає в Східній Африці.

## Поширення і екологія
Myriopholis tanae мешкають на півдні Сомалі та на північному сході Кенії, а також в Ефіопії (в районі Великої Рифтової долини). Вони живуть в напівпустелях і сухих рідколіссях, на висоті до 400 м над рівнем моря. Ведуть риючий спосіб життя. Відкладають яйця.